# Hugh of Bath
Hugh of Bath († vor August 1236) war ein englischer Richter.

## Dienst als Beamter der Krone
Die Herkunft von Hugh of Bath ist unbekannt. Er wurde Geistlicher und trat in den Dienst der Krone, dabei wird er erstmals um Juni 1215 als Verwalter von Gütern von Königin Isabella von Angoulême erwähnt. Er besaß Landbesitz in Buckinghamshire und Berkshire, dazu war er Rektor der Kirche St Mary’s in Berkhamstead. Als einer der Gefolgsleute von Falkes de Bréauté wurde er um 1222 zum Verwalter der Honour of Berkhamstead ernannt. Von 1220 bis 1222 diente er als Vertreter des Sheriffs von Bedfordshire und Buckinghamshire. In diesen beiden Grafschaften war er 1225 auch als Steuererheber tätig. Von 1226 bis 1228 diente er als Vertreter des Sheriffs von Berkshire. Von August 1229 bis Juni 1232 diente er als Assize-Richter. Zwischen September 1228 und Sommer 1232, spätestens vor dem 6. Juli 1234 wurde er zum Richter für die jüdische Bevölkerung in England ernannt.

## Erbe
Im Februar 1236 wurde er als Richter für die jüdische Bevölkerung entlassen. Er starb vor August des Jahres wahrscheinlich in Dorset. Seinen Landbesitz in Buckinghamshire hatte er seiner Schwester Itericia übergeben, die mit Richard del Brok verheiratet war. Seinen Landbesitz in Berkshire hatte er seiner anderen Schwester Aline vermacht, der Frau von Joyce of Holt, einem Ritter aus Berkshire. Diese Übertragungen hatte er wohl noch vor seinem Tod gemacht, so dass er bei seinem Tod keinen Landbesitz mehr besaß. Das Schatzamt versuchte noch dreißig Jahre nach seinem Tod, Erben von ihm zu finden, um offene Geldforderungen aus seiner Zeit als Vertreter der Sheriffs einzutreiben. Von spätestens bis 1221 bis 1229 hatte Henry of Bath in seinem Dienst gestanden. Dieser war mit Sicherheit mit ihm verwandt, doch er war kein unehelicher Sohn von ihm gewesen.